# Winzerwald
Winzerwald är ett kommunfritt område i Landkreis Günzburg i Regierungsbezirk Schwaben i förbundslandet Bayern i Tyskland.